# 사카우에촌 (야마구치현)
사카우에촌(坂上村)은 야마구치현 구가군에 설치된 촌이다.

## 역사
- 1904년 1월 1일 - 후지타니촌, 시부쿠마촌이 합병해 사카우에촌이 성립하였다.
- 1956년 9월 30일 - 미와촌과 합병해 미와정이 성립, 동일 사카우에촌은 폐지되었다

## 참고문헌
- 角川日本地名大辞典 35 山口県